# Pál László (labdarúgó)
Pál László (1934. december 19. –) labdarúgó, csatár. Az 1960. évi római olimpián részt vevő labdarúgócsapat tagja. A sportsajtóban Pál I néven szerepelt.

## Pályafutása

### Klubcsapatban
1955-ben A körmendi Építőkből igazolt a Szombathelyi Haladásba, ahol először a tartalék csapatban jutott játéklehetőséghez. 1961-ben a Diósgyőri VTK-tól igazolt a bajnok Vasashoz. A következő évi bajnokcsapatnak már ő is tagja volt. 1963 végén a Csepel szerződtette. 1966-tól a Budai Spartacus játékosa lett.

### A válogatottban
1960-ban tagja volt a római olimpián részt vevő csapatnak, de pályára nem lépett.

## Sikerei, díjai
- Magyar bajnokság
  - bajnok: 1961–62